# Luis Alegre Salazar
Luis Javier Alegre Salazar (4 de febrero de 1964-Cancún, Quintana Roo, 5 de noviembre de 2022) fue un político y empresario mexicano, miembro del partido Movimiento Regeneración Nacional (Morena). Fue diputado federal de 2018 a 2021.

## Biografía
Fue ingeniero industrial egresado de la Universidad de Toronto; contaba además con estudios de diplomado en transacción de futuros, de licencia de la «Securities and Exchange Commission», y en alta dirección de entidades públicas.
Hijo del también empresario y político Gastón Alegre López, se desempeñó inicialmente en las empresas de su familia, siendo subdirector y director general de Grupo Turquesa y representante legal de Televisión y Radio Caribe S.A. de C.V.
Laboró en otras empresas privadas, siendo de 1985 a 1986 supervisor en Imperial Oil Ltd., de 1986 a 1987 asistente de Marketing en Star Technology and Science, y de 1987 a 1992 vicepresidente de Desarrollo de Nuevos Negocios LATAM en Houston Int. Telepart Hit-Stars.
Ingresó al sector público, fungiendo de 1995 a 1996 como subdirector de Comunicaciones Móviles en Telecomm de México y de 1996 a 1997 fue director general de Políticas de Telecomunicaciones de la Secretaría de Comunicaciones y Transportes. Al término, retornó a la iniciativa privada, fungiendo de 1997 a 2005 como vicepresidente de Desarrollo de Nuevos Negocios en Ico Global Communications; de 2012 a 2013 fue director ejecutivo de Inversiones Internacionales en Alliance Bernstein y de 2013 a 2016 fue director en Deutsche Bank.
En 2018 fue elegido diputado federal por la vía de la presentación proporcional a la LXIV Legislatura que concluyó en 2021 y en la que fue parte del grupo parlamentario de Morena. En la Cámara de Diputados fungió como presidente de la comisión de Turismo, así como integrante de las comisiones de Comunicaciones y Transportes, de Radio y Televisión y de Asuntos Migratorios.
Falleció en la ciudad de Cancún, Quintana Roo, el día 6 de noviembre de 2022, a consecuencia de un paro cardiorrespiratorio.